# الخميري (الخبت)

تعديل مصدري - تعديل

الخميري هي إحدى قرى عزلة الشعافل السفلى بمديرية الخبت التابعة لمحافظة المحويت، بلغ تعداد سكانها 969 نسمة حسب تعداد اليمن لعام 2004.